# ال مورو (نیومکزیکو)

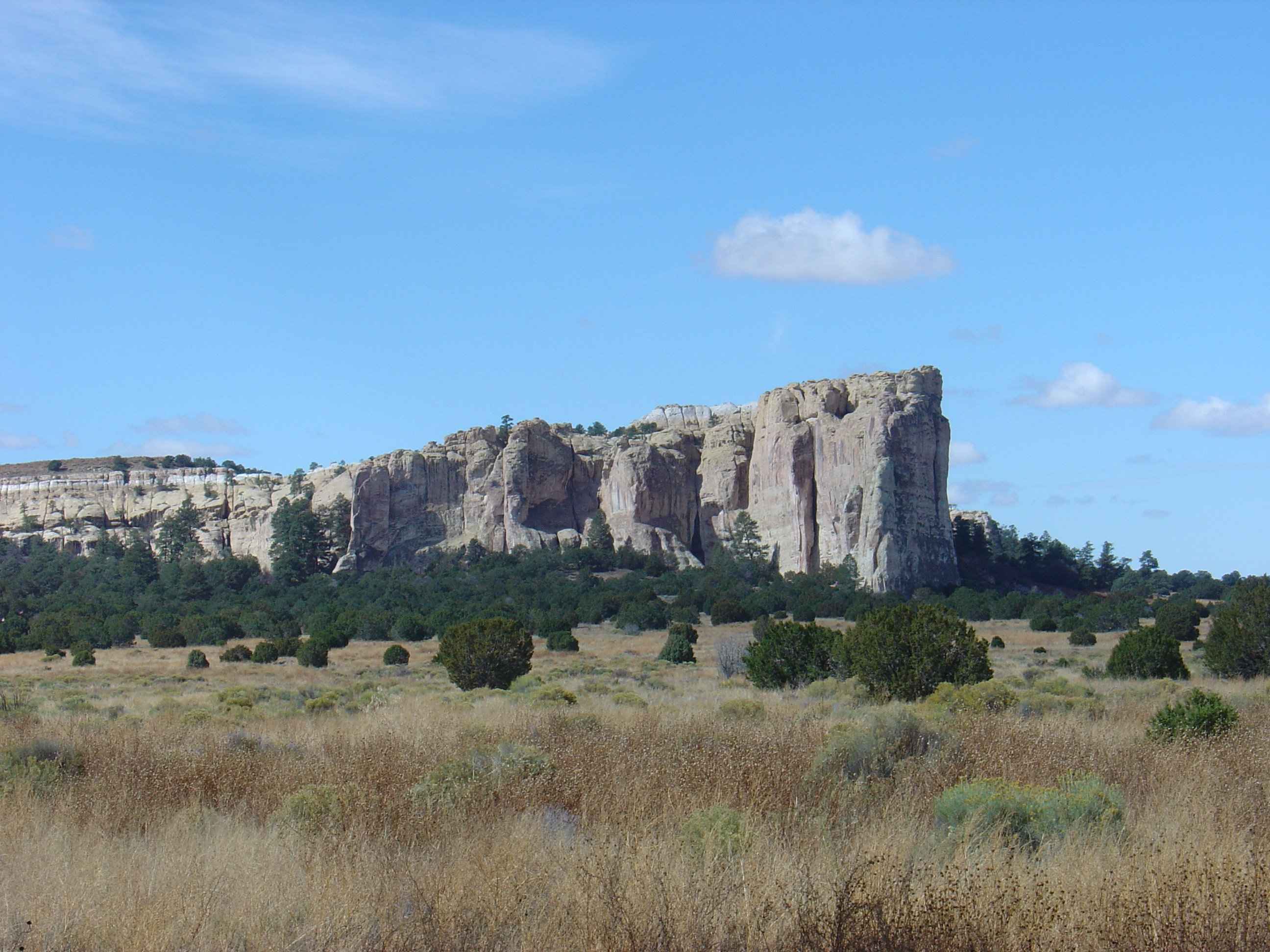
بنای یادبود ملی ال مورو در نیومکزیکو، ایالات متحده

ال مورو (به انگلیسی: El Morro) یک منطقهٔ مسکونی در ایالات متحده آمریکا است که در شهرستان سیبولا، نیومکزیکو واقع شده‌است. ال مورو ۲٬۲۲۴ متر بالاتر از سطح دریا واقع شده‌است.